# Jackson (ur. 1973)
Jackson, właśc. Jackson Coelho Silva (ur. 23 marca 1973 w Codó) – piłkarz brazylijski, występujący podczas kariery na pozycji pomocnika.

## Kariera klubowa
Jackson karierę piłkarską rozpoczął w klubie Maranhão São Luís w 1992. Z Maranhão trzykrotnie mistrzostwo stanu Maranhão – Campeonato Maranhense w 1993, 1994 i 1995. W latach 1995–1996 występował w Goiás EC. W Goiás 3 grudnia 1995 w wygranym 2-1 meczu z Paysandu SC Jackson zadebiutował w lidze brazylijskiej.
W latach 1997–1998 był zawodnikiem Sportu Recife. Ze Sportem dwukrotnie zdobył mistrzostwo stanu Pernambuco – Campeonato Pernambucano w 1997 i 1998. W latach 1999–2000 był zawodnikiem SE Palmeiras. Z Palmeiras zdobył Copa Libertadores 1999. W latach 2000–2001 Jackson występował w Cruzeiro EC. Z Cruzeiro zdobył Copa do Brasil w 2000.
W kolejnych latach występował w SC Internacional, Etti Jundiaí, Gamie, Coritibie, Emirates Club i Ituano Itu. W latach 2007–2009 zawodnikiem Vitórii Salvador. Z Vitórią trzykrotnie zdobył mistrzostwo stanu Bahia – Campeonato Baiano w 2007, 2008 i 2009. W Vitórii 22 listopada 2009 w wygranym 2-1 meczu z Grêmio Barueri Jackson po raz ostatni wystąpił w lidze brazylijskiej. Ogółem w latach 1995–2009 w lidze brazylijskiej wystąpił w 192 meczach, w których strzelił 24 bramki.
W 2010 był zawodnikiem Santa Cruz Recife, a w 2010–2011 ABC Natal. Z ABC zdobył mistrzostwo stanu Rio Grande do Norte w 2011. Obecnie Jackson pozostaje bez klubu.

## Kariera reprezentacyjna
Jackson w reprezentacji Brazylii zadebiutował 23 września 1998 w zremisowanym 1-1 towarzyskim meczu z reprezentacją Jugosławii. Trzeci i ostatni raz w reprezentacji Oséas wystąpił 18 listopada 1998 w wygranym 5-1 towarzyskim meczu z reprezentacją Rosji.
| Mecze i gole w reprezentacji | Mecze i gole w reprezentacji | Mecze i gole w reprezentacji | Mecze i gole w reprezentacji | Mecze i gole w reprezentacji | Mecze i gole w reprezentacji | Mecze i gole w reprezentacji |
| #                            | Data                         | Miasto                       | Przeciwnik                   | Gol                          | Wynik                        | Rozgrywki                    |
| ---------------------------- | ---------------------------- | ---------------------------- | ---------------------------- | ---------------------------- | ---------------------------- | ---------------------------- |
| 1.                           | 23.09.1998                   | São Luís                     | Jugosławia                   |                              | 1:1                          | towarzyski                   |
| 2.                           | 14.10.1998                   | Waszyngton                   | Ekwador                      |                              | 5:1                          | towarzyski                   |
| 3.                           | 18.11.1998                   | Fortaleza                    | Rosja                        |                              | 5:1                          | towarzyski                   |